# 札幌管区気象台
札幌管区気象台（さっぽろかんくきしょうだい）は、北海道札幌市中央区北2条西18丁目にある管区気象台。北海道全域の気象情報の発表や地震・火山などの観測を行っている。
道内の気象情報を発表するのに必要な地域区分については、従来支庁単位であったが、北海道が行政改革で支庁を廃止したことに伴い、2010年度からは、他の都府県と同様に「地方」単位へ再編した。

## 管内の地方気象台・海洋気象台
|                          |                            |                          | 所在地             | 備考 |
| ------------------------ | -------------------------- | ------------------------ | ------------------ | ---- |
| 札幌管区気象台           |                            |                          |                    |      |
|                          |                            | 岩見沢特別地域気象観測所 | 岩見沢市5条東      |      |
| 小樽特別地域気象観測所   | 小樽市勝納町               |                          |                    |      |
| 倶知安特別地域気象観測所 | 虻田郡倶知安町南1条東      |                          |                    |      |
| 寿都特別地域気象観測所   | 寿都郡寿都町新栄町         |                          |                    |      |
| 稚内地方気象台           |                            |                          |                    |      |
|                          | 北見枝幸特別地域気象観測所 | 枝幸郡枝幸町本町         |                    |      |
| 旭川地方気象台           |                            |                          |                    |      |
|                          | 羽幌特別地域気象観測所     | 苫前郡羽幌町南3条        |                    |      |
| 留萌特別地域気象観測所   | 留萌市大町                 |                          |                    |      |
| 網走地方気象台           |                            |                          |                    |      |
|                          | 雄武特別地域気象観測所     | 紋別郡雄武町雄武         |                    |      |
| 紋別特別地域気象観測所   | 紋別市南が丘町             |                          |                    |      |
| 釧路地方気象台           |                            |                          |                    |      |
|                          | 帯広測候所                 | 帯広市東4条南            |                    |      |
| 根室特別地域気象観測所   | 根室市弥栄町               |                          |                    |      |
| 広尾特別地域気象観測所   | 広尾郡広尾町並木通東       |                          |                    |      |
| 室蘭地方気象台           |                            |                          |                    |      |
|                          | 苫小牧特別地域気象観測所   | 苫小牧市しらかば町       |                    |      |
| 浦河特別地域気象観測所   | 浦河郡浦河町潮見町         |                          |                    |      |
| 函館地方気象台           |                            |                          |                    |      |
|                          | 江差特別地域気象観測所     | 檜山郡江差町姥神町       |                    |      |
| 新千歳航空測候所         | 新千歳航空測候所           | 千歳市美々               | 丘珠空港気象連絡室 |      |
|                          | 稚内航空気象観測所         | 稚内市大字声問村字声問   |                    |      |
| 利尻航空気象観測所       | 利尻郡利尻富士町鴛泊字本泊 |                          |                    |      |
| 礼文航空気象観測所       |                            | 休止中                   |                    |      |
| 旭川航空気象観測所       | 上川郡東神楽町東2線        |                          |                    |      |
| 紋別航空気象観測所       | 紋別市小向                 |                          |                    |      |
| 女満別航空気象観測所     | 網走郡大空町女満別中央     |                          |                    |      |
| 中標津航空気象観測所     | 標津郡中標津町北中         |                          |                    |      |
| 釧路航空気象観測所       | 釧路市鶴丘                 |                          |                    |      |
| 帯広航空気象観測所       | 帯広市泉町西9線中          |                          |                    |      |
| 函館航空気象観測所       | 函館市高松町               |                          |                    |      |
| 奥尻航空気象観測所       | 奥尻郡奥尻町字米岡         |                          |                    |      |

## 沿革
- 1876年（明治9年）9月1日 - 石狩国札幌区東創成通り（現在の中央区南2条東1丁目）において札幌農学校教師ウィリアム・ホイラーにより気象観測を開始
- 1878年（明治11年）6月30日 - 石狩国札幌区東創成通り開拓使民事局地理課内（現在の中央区北3条東1丁目）に移転
- 1878年（明治11年）9月30日 - 石狩国札幌区山越通り（現在の中央区北4条西2丁目）に移転
- 1883年（明治16年）1月 - 地震計による地震観測開始
- 1890年（明治23年）8月1日 - 石狩国札幌区内北7条元農園内（現在の中央区北8条西9丁目1番地）に移転
- 1892年（明治25年）8月1日 - 天気予報の発表開始
- 1921年（大正10年）11月28日 - 気球による上層気流観測を開始
- 1937年（昭和12年）10月28日 - 国営移管により、中央気象台札幌支台へ改称
- 1939年（昭和14年）7月1日 - 現在の中央区北2条西18丁目2番地に移転し、観測開始
- 1939年（昭和14年）8月11日 - 北海道で初めて天気図が新聞に掲載
- 1939年（昭和14年）11月1日 - 中央気象台札幌支台を札幌管区気象台へ改称
- 1940年（昭和15年）2月10日 - ラジオゾンデによる高層気象観測を開始
- 1955年（昭和30年）7月25日 - 札幌で天気予報サービス電話(177)開始
- 1957年（昭和32年）1月 - 航空機による海氷観測業務開始
- 1957年（昭和32年）2月1日 - 北海道でテレビによる天気予報開始
- 1963年（昭和38年）6月17日 - 気象レーダーによる観測開始
- 1974年（昭和49年）11月 - アメダスによる観測開始